# Gisela Böhrk
Gisela Böhrk, geb. Schlüter (* 8. Juni 1945 in Leipzig), ist eine deutsche Politikerin (SPD).
Sie war von 1988 bis 1996 Frauenministerin und von 1993 bis 1998 Bildungsministerin des Landes Schleswig-Holstein.

## Ausbildung und Beruf
Nach dem Abitur 1965 absolvierte Gisela Böhrk zunächst eine Ausbildung zur mathematisch-technischen Assistentin und begann dann 1966 ein Studium an der Pädagogischen Hochschule in Kiel, welches sie 1969 beendete. Sie war bis 1975 als Grundschullehrerin tätig.

## Partei
Gisela Böhrk engagierte sich zunächst bei den Jusos, deren stellvertretende Landesvorsitzende in Schleswig-Holstein sie 1974 war. Von 1991 bis 1995 war sie dann stellvertretende Landesvorsitzende der SPD.

## Abgeordnete
Von 1975 bis 2005 war Gisela Böhrk Mitglied des Landtages von Schleswig-Holstein. Hier war sie von 1983 bis 1988 stellvertretende Vorsitzende der SPD-Landtagsfraktion.

## Öffentliche Ämter
Nach der Landtagswahl 1988 wurde sie am 31. Mai 1988 als Frauenministerin in die von Ministerpräsident Björn Engholm geleitete Landesregierung von Schleswig-Holstein berufen. Nach dessen Rücktritt gehörte sie ab dem 19. Mai 1993 als Ministerin für Frauen, Bildung, Weiterbildung und Sport bzw. ab dem 22. Mai 1996 als Ministerin für Bildung, Wissenschaft, Forschung und Kultur der  von Ministerpräsidentin Heide Simonis geführten Regierung an. Am 28. Oktober 1998 schied sie aus der Landesregierung aus.